# Xianxiang (köpinghuvudort i Kina, Zhejiang Sheng, lat 29,69, long 121,78)
Xianxiang (kinesiska: 咸祥, 咸祥镇) är en köpinghuvudort i Kina. Den ligger i provinsen Zhejiang, i den östra delen av landet, omkring 170 kilometer öster om provinshuvudstaden Hangzhou. Antalet invånare är 29 147. Befolkningen består av 14 014 kvinnor och 15 133 män. Barn under 15 år utgör 10,0 %, vuxna 15-64 år 77 %, och äldre över 65 år 11,0 %.
Närmaste större samhälle är Dongqianhu, 18,1 km nordväst om Xianxiang. 
Genomsnittlig årsnederbörd är 1 981 millimeter. Den regnigaste månaden är juni, med i genomsnitt 355 mm nederbörd, och den torraste är januari, med 68 mm nederbörd.